# چلاجور
چلاجور، روستایی است از توابع بخش مرزن آباد شهرستان چالوس در استان مازندران ایران.

## جمعیت
این روستا در دهستان بیرون‌بشم قرار دارد و براساس سرشماری مرکز آمار ایران در سال ۱۳۸۵، جمعیت آن ۱۰۲ نفر (۳۴خانوار) بوده‌است. مردم چلاجور از قومیت طبری هستند. مردم چلاجور به زبان طبری با گویش چالوسی سخن می‌گویند.